# ورق‌بازی (فیلم ۱۸۹۵)
 ورق‌بازی  عنوان فیلمی است فرانسوی در ژانر مستند، صامت، سیاه و سفید و کوتاه به کارگردانی لوئیس لومیر. این فیلم محصول سال ۱۸۹۵ میلادی است.